# 食品摄影

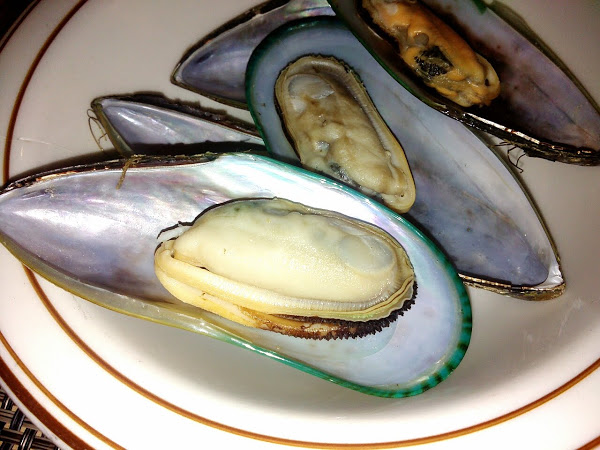
食品攝影的例子：青口

食品攝影是靜態攝影的一種，用相片令食品看上去更吸引人，一般用於廣告、食品包裝、菜牌和食譜內。攝影師會用大量時間、設備、器材攝影，有時會用上道具。